# Apomatoceros alleni
Apomatoceros alleni är en fiskart som beskrevs av Eigenmann 1922. Apomatoceros alleni ingår i släktet Apomatoceros och familjen Trichomycteridae. Inga underarter finns listade i Catalogue of Life.